# Il tempo degli dei
Il tempo degli dei è il secondo album di Donatello, pubblicato ad aprile 1975.

## Tracce

### Lato A
1. La natura sta dentro di me – 4:06 (testo: Gianfranco Manfredi – musica: Claudio Dentes)
2. Un muro di pietra – 2:47 (testo: Gianfranco Manfredi – musica: Donatello)
3. Erano i tempi degli dei – 3:57 (testo: Gianfranco Manfredi e Claudio Dentes – musica: Donatello)
4. È la guerra – 3:57 (testo: Gianfranco Manfredi – musica: Donatello)
5. Il passato se ne va – 3:35 (testo: Gianfranco Manfredi – musica: Fulvio Salvadori e Alessio Colombini)

### Lato B
1. Michelle (tu te ne vai) – 3:35 (testo: Gianfranco Manfredi – musica: Claudio Dentes)
2. In quel villaggio – 3:50 (testo: Gianfranco Manfredi – musica: Fulvio Salvadori e Alessio Colombini)
3. Uomo di città – 5:05 (testo: Gianfranco Manfredi e Claudio Dentes – musica: Donatello)
4. Sogno – 3:24 (testo: Gianfranco Manfredi – musica: Ricky Gianco)

## Formazione
- Donatello – voce solista, armonica a bocca, basso, mandolino elettrico, chitarra, sistro, vibrafono, flauto dolce, piano A.R.P., piano elettrico, clavicembalo, organo, archi elettronici, banjo, sintetizzatore fender
- Tullio De Piscopo – batteria, percussioni
- Gigi Cappellotto – basso
- Ricky Gianco – clavicembalo, chitarra elettrica, VCS3 Minimoog, cori
- Giovanni Unterberger – chitarra acustica, pedal steel guitar, slide guitar, cori
- Claudio Dentes – armonica a bocca, chitarra acustica, chitarra elettrica, mandolino, cori
- Marzipan – violino
- Diego Dabusti – percussioni
- Rossana Casale, Angie Casale, Tanino Castellani – cori